# Sadd-e Ţāleqān
Sadd-e Ţāleqān (persiska: سَدِّ طالِقان) är en dammbyggnad i Iran.   Den ligger i provinsen Alborz, i den norra delen av landet, 90 km nordväst om huvudstaden Teheran. Sadd-e Ţāleqān ligger 1 692 meter över havet.
Terrängen runt Sadd-e Ţāleqān är kuperad åt sydväst, men åt nordost är den bergig. Sadd-e Ţāleqān ligger nere i en dal.Runt Sadd-e Ţāleqān är det ganska tätbefolkat, med 93 invånare per kvadratkilometer. Närmaste större samhälle är Abyek, 15,5 km sydväst om Sadd-e Ţāleqān. Trakten runt Sadd-e Ţāleqān består i huvudsak av gräsmarker.